# Longepi durin
Longepi durin är en spindelart som beskrevs av Norman I. Platnick 2000. Longepi durin ingår i släktet Longepi och familjen Lamponidae.
Artens utbredningsområde är Western Australia. Inga underarter finns listade i Catalogue of Life.